# Tredje konciliet i Konstantinopel
Det tredje konciliet i Konstantinopel (680–681) var det sjätte ekumeniska konciliet. Det förkastade monoteletismen och fastslog läran om att Jesus både har en gudomlig och en mänsklig vilja.
Konciliet öppnade sin första session den 7 november 680 i Konstantinopel, Bysantinska riket, och den avslutande, sannolikt åttonde, sessionen avslutades den 16 september 681. Mötet sammankallades av kejsar Konstantin IV, och översågs av påve Agatho och Giorgios I, patriark av Konstantinopel. Omkring 300 personer kan ha närvarat; vid första sessionen undertecknade 43 personer dokumenten och vid den sista 174 personer.
Vid konciliet återupptogs påve Martin I och Maximos bekännaren postumt i Kyrkan.